# Utrata (Izbicko)
Utrata (dodatkowa nazwa w j. niem. Zauche) – przysiółek wsi Izbicko. Administracyjnie obecnie położone w Polsce, w województwie opolskim, w powiecie strzeleckim, w gminie Izbicko. Przysiółek jest również odrębnym sołectwem.
Według legendy jeden z książąt opolskich, władających terenem dzisiejszej Utraty, zagubił się wśród lasów i mokradeł podczas polowania. Odnalazłszy się, założył osadę i odtąd chętnie przyjeżdżał w te okolice na polowania.
W 1555r. wioskę nabył hrabia Hans von Manowski. Następnie, zapewne wraz z Izbickiem, Utrata zmieniała właścicieli, a ostatnio należała do hrabiów von Strachwitz (1811–1945). Od 1945r. wieś przeszła pod polską administrację i stała się częścią województwa śląskiego, a od 1950r. województwa opolskiego. Od 1999r., po reformie administracyjnej, należy do powiatu strzeleckiego.
W latach 1845–1975 Utrata stanowiła samodzielną wieś. W latach 1975–1991 była integralną częścią (przysiółkiem) wsi Izbicko, który administracyjnie należał do ówczesnego województwa opolskiego. Od 1992r. stanowi osobne sołectwo.
6 marca 2006r. wprowadzono na terenie Gminy Izbicko niemiecki jako drugi język urzędowy. 20 maja 2008r. Utrata otrzymała dwujęzyczną polsko-niemiecką nazwę: Utrata / Zauche. W grudniu tego samego roku ustawiono dwujęzyczne tablice miejscowości.
W 1994r. organizator dożynek gminnych Gminy Izbicko.